# Darijan Bojanić
Darijan Bojanić (Växjö, 28 dicembre 1994) è un calciatore svedese, centrocampista dell'Ulsan HD.

## Palmarès

### Club

#### Competizioni nazionali
- Superettan: 2

Öster: 2012
Helsingborg: 2018
- Coppa di Svezia: 1

Hammarby: 2020-2021
- K League 1: 2

Ulsan Hyundai: 2023, 2024